# Castell de Castells (kommunhuvudort)
Castell de Castells är en kommunhuvudort i Spanien.   Den ligger i provinsen Provincia de Alicante och regionen Valencia, i den östra delen av landet, 400 km sydost om huvudstaden Madrid. Castell de Castells ligger 554 meter över havet och antalet invånare är 482.
Terrängen runt Castell de Castells är kuperad åt nordväst, men åt sydost är den bergig. Runt Castell de Castells är det ganska tätbefolkat, med 120 invånare per kvadratkilometer. Närmaste större samhälle är Altea, 18,6 km sydost om Castell de Castells. 